# 100-й отдельный полк обеспечения
100-й отдельный полк обеспечения (100 опо, в/ч 85084) — формирование в составе системы Материально-технического обеспечения Вооружённых сил Российской Федерации. Пункт постоянной дислокации — посёлок городского типа Калининец Московской области.

## Описание
Подразделение было сформировано 3 июня 2014 года на территории подмосковного посёлка Калининец на базе 484-го отдельного автомобильного батальона материально-технического обеспечения. Полк входит в систему МТО ВС РФ и не подчинён ни одному из военных округов, являясь подразделением центрального подчинения.
Формирование предназначено для оказания помощи при чрезвычайных ситуациях, техногенных катастрофах, пожарах, наводнениях. В число выполняемых задач входит эвакуация населения, ликвидация аварий на коммунальных сетях и объектах жизнеобеспечения, а также усиление группировок войск на стратегических направлениях.
Личный состав полка привлекался для тушения стихийных лесных пожаров в Бурятии, Иркутской области, Республике Тыва, а также неоднократно участвовал в различных учениях на территории России. В том числе подразделения полка отрабатывали тушение пожара и ликвидацию последствий стихийных бедствий на аэродроме Крымск в Краснодарском крае.
В мае 2020 года по приказу Министра обороны РФ подразделения полка передислоцировались в Красноярский край и Дагестан для оказания помощи в борьбе с коронавирусной инфекцией.
К 2019 году государственных наград удостоены десять военнослужащих полка, а ещё 120 человек награждены медалями Министерства обороны России. За участие в российском вторжении на Украину, из числа военнослужащих полка награждены 82 человека, из них 43 удостоены государственных наград.

## Состав
- Управление
- 1-й автомобильный батальон
  - 1-я автомобильная рота
  - 2-я автомобильная рота
  - Автомобильная рота (подвоза горючего)
  - Взвод материального обеспечения
  - Взвод связи
- 2-й автомобильный батальон
- Батальон обеспечения
  - Автомобильная рота многоосных тяжелых колесных тягачей
  - Рота специальных работ
  - Рота механизации
  - Взвод плавсредств
  - Взвод материального обеспечения
  - Взвод связи
- Рота ремонтно-восстановительная инженерных сетей
- Взвод приема, хранения и транспортировки тел погибших
- Ремонтный взвод
- Взвод обеспечения
- Взвод связи
- Медицинский пункт

## Командиры
- полковник Кержаев, Дмитрий Васильевич (2014 — 2015)[4]
- полковник Сафонов, Сергей Игоревич (2015 — 2017)
- полковник Ламбаев, Николай Геннадьевич (2017 — н. в.)